# Vita bandet

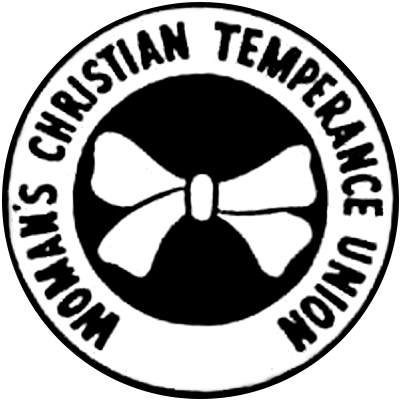
Logotyp för Woman's Christian Temperance Union, med det vita bandet.

Vita Bandet, engelskt namn Woman's Christian Temperance Union (WCTU), är en ekumenisk kvinno- och nykterhetsorganisation med ursprung i USA.

## Historik
WCTU grundades i december 1873, som en utväxt av det så kallade Kvinnornas korståg under vintern 1873–1874, där kvinnor träffades i kyrkor för att be och därefter marscherade till barer och uppmanade ägarna att stänga dem. De första orter där organisationer bildades var Hillsboro i Ohio och Fredonia i New York. De som sympatiserade med rörelsen knöt ett vitt band runt armen, och på så sätt skapades WCTU:s symbol.
Sommaren 1874 började man diskutera en nationell organisation, och i november 1874 bildades The National Woman's Christian Temperance Union vid ett nationellt konvent i Cleveland, Ohio. Ordföranden 1874–1879 var Annie Turner Wittenmyer, och hon efterträddes 1879 av Frances Willard, som stannade på posten till sin död 1898. WCTU:s internationella organisation, World's Women's Christian Temperance Union (WWCTU) bildades 1883.

## Vita Bandet i Sverige
Svenska Vita bandet bildades ursprungligen 1897, men utan kontakt med WWCTU. Den första föreningen som utgjorde en svensk avdelning av WWCTU bildades på Östermalm i Stockholm 12 september 1900 på Emilie Rathous inbjudan. Den 28 oktober 1901 bildades en nationell centralstyrelse. Året därpå blev föreningen allmänt känd genom det första nordiska mötet som hölls på Emilie Rathous initiativ. Där underströk hon kvinnans sociala ansvar. Samma år hölls stora rösträttsdemonstrationer över hela Sverige, i Stockholm bildades den första föreningen för kvinnans politiska rösträtt och inleddes en omfattande kampanj mot den lagligt reglerade prostitutionen. 
Vid nyår 1903 öppnades Vita Bandets första byrå, en period av intensiv upplysningspropaganda igångsattes, och en social verksamhet av dittills oanade mått påbörjades. Inom kort hade hundratals lokalföreningar och över 200 fredsföreningar bildats. All denna verksamhet hade Emilie Rathou som Vita Bandets generalsekreterare att besöka, informera, inspirera och på olika sätt bistå. Dessutom redigerade hon under flera decennier Vita Bandets periodiska skrifter och höll ännu på ålderdomen inspirerande föredrag om föreningens tillkomst, verksamhet och mål. 
Vita Bandet bedrev kursverksamhet för kvinnor och gav utbildningar i teoretiska och praktiska ämnen, exempelvis till barnsköterska och inom samhällskunskap. Man startade barnkrubbor, semesterhem för kvinnor, sommarkolonier för barn och mödrahem för nyfödda. Organisationen agerade även politiskt som lobbyist, och skrev förslag till motioner och skrivelser. Ofta handlade det om alkoholpolitik och kvinnors rättigheter.
Det är Emilie Rathous förtjänst att Vita Bandet har en väldokumenterad historia utgörande en viktig del av svensk kvinnohistoria. Under flera decennier stod Maria Sandström i ledningen för kampen mot reglementerad prostitution och sexuell dubbelmoral. Föreningen har beskrivits i en doktorsavhandling av Åsa Bengtsson 2012.

## Tidskrift
- Vita bandet